# Billaea agrianomei
Billaea agrianomei är en tvåvingeart som beskrevs av Louis-Paul Mesnil 1969. Billaea agrianomei ingår i släktet Billaea och familjen parasitflugor. Inga underarter finns listade i Catalogue of Life.